# Kabinett Pelloux I
Das Kabinett Pelloux I regierte das Königreich Italien vom 29. Juni 1898 bis zum 14. Mai 1899. Es wurde von Ministerpräsident Luigi Pelloux angeführt und folgte dem Kabinett Rudinì V.

## Entstehung und Entwicklung
Das Kabinett Pelluox I war das 36. Kabinett des Königreiches und zehn Monate und 15 Tage im Amt. Der dem König loyale General Pelloux zählte zum moderaten Flügel der Historischen Linken (italienisch Sinistra storica) und fand eine breite Unterstützung im Parlament. Unterstützt wurde seine Regierung auch von einem Teil der Radikalen und der Historischen Rechten (it. Destra Storica). Lediglich die Sozialisten, die Republikaner und Anhänger des Amtsvorgängers Antonio Starabba di Rudinì schenkten der neuen Regierung von Anfang an kein Vertrauen. Neben dem Ministerpräsidenten Pelloux, zugleich auch Innenminister, stellten die Militärs mit dem Außenminister, dem Kriegsminister und dem Marineminister weitere vier Minister.
Die Regierung geriet wegen außenpolitischen Fragen ins Schlingern. Nachdem der italienische Außenminister mit der Einrichtung eines italienischen Pachtgebietes in der San-Mun-Bucht in China gescheitert war, wurde der Regierung wurde vorgehalten, die Lage falsch eingeschätzt und voreilig gehandelt zu haben. Am 3. Mai 1899 reichte Pelloux seinen Rücktritt ein, als sich bei der parlamentarischen Debatte über die Außenpolitik der Regierung eine Abstimmungsniederlage abzuzeichnen begann. Mit der Bildung einer Nachfolgeregierung wurde erneut Pelloux betraut, der am 14. Mai das Kabinett Pelloux II vorstellte.

## Minister

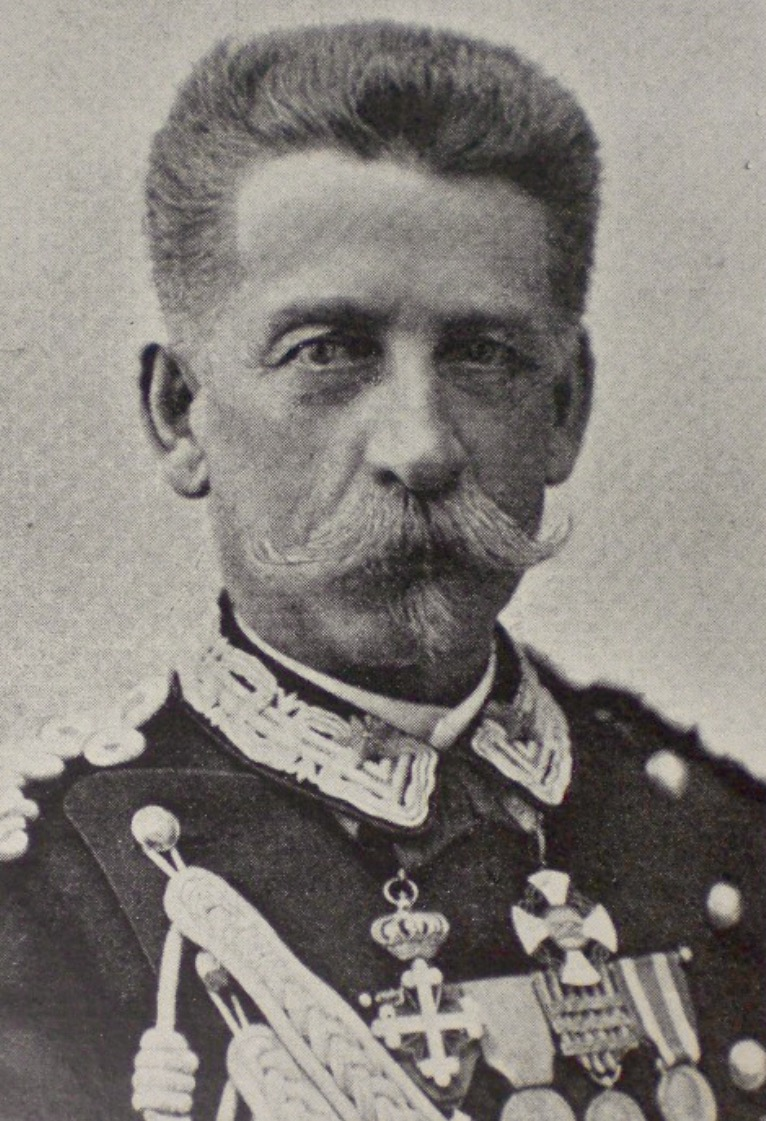
Luigi Pelloux

| Ministerien                          | Name                              |
| ------------------------------------ | --------------------------------- |
| Ministerpräsident                    | Luigi Pelloux                     |
| Äußeres                              | Felice Napoleone Canevaro         |
| Inneres                              | Luigi Pelloux                     |
| Justiz und Kirchenangelegenheiten    | Camillo Finocchiaro Aprile        |
| Krieg                                | Alessandro Asinari di San Marzano |
| Marine                               | Giuseppe Palumbo                  |
| Finanzen                             | Paolo Carcano                     |
| Schatz                               | Pietro Vacchelli                  |
| Öffentliche Arbeiten                 | Pietro Lacava                     |
| Bildung                              | Guido Baccelli                    |
| Landwirtschaft, Industrie und Handel | Nunzio Nasi                       |
| Post und Telegraphie                 | Secondo Frola                     |